# Sphinia odoriferae
Sphinia odoriferae är en insektsart som beskrevs av Burckhardt och Ouvrard 2001. Sphinia odoriferae ingår i släktet Sphinia och familjen rundbladloppor. Inga underarter finns listade i Catalogue of Life.